# Потамиды (нимфы)
Потами́ды (др.-греч. Ποταμίδες) — разновидность водных нимф из греческой мифологии. Они относятся к классу нимф пресной воды, известным как наяды, и принадлежат к той их категории, представители которой руководят реками и ручьями. Название «потамиды» происходит от греческого слова "ποτάμι", что значит «река».

## Происхождение и места обитания
Среди потамид известны такие группы, как анигриды, исмениды, амнизиады и другие. Имя каждой группы связано с названием реки, в которой они возникли. Например, пактолиды происходят от реки Пактол, ахелоиды — от реки Ахелоос и т. д. Однако у этих нимф есть и свои индивидуальные имена. Также иногда их можно отличить по названию страны, в которой они проживают. В целом они рассматриваются как обширный класс малых женских божеств. Каждая потамида тесно связана с принадлежащим ей водоёмом.
Реки и ручьи — обычные места проживания потамид. Своя потамида есть у каждого ручья. Они, как все местные божества и наяды, являются дочерьми речных богов. Даже реки болотистых областей, судя по описаниям, имеют своих нимф. Не было сделано исключений и для вод подземного мира, которыми правит Аид. Многие из потамид ада, как полагали, обладают пророческими способностями и наделяют этим даром своих избранников.

## Характеристика и поклонение

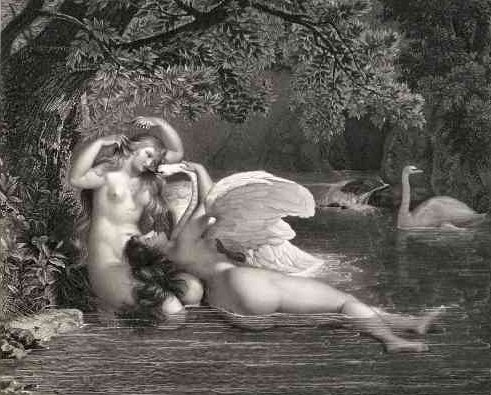
Потамиды в реке (Nymphes au bain). Работа Огюста Денуайе. 1830

Как и все нимфы, потамиды считаются подверженными смерти, однако жизнь их обычно весьма долгая. По утверждениям греческого историка Плутарха, срок жизни этих существ достигает 9720 лет. По словам поэта Гесиода, по миру бродит около трёх тысяч нимф и каждая из них живёт в среднем несколько тысяч лет.
Потамиды показали себя благосклонными к молодым девушкам, они осторожно снимают веснушки с каждой, кто купается в их ручье. Однако к молодым мужчинам они проявляют агрессию: видя, что юноша приближается к их водоёму, они норовят затащить его к себе. В древности люди, наблюдая, как вода из родников устремляется в ручьи и реки, считали, что это потамиды несут воду своим речным родителям. Вот как это описывалось: «В одинокий полуденный час наяды сидели у родника со своим кувшином с водой, отправляя из него вперёд журчащий ручей».
Полагают, что потамиды вдохновляют тех, кто пьёт их воды. Таким образом, было задумано, что эти нимфы, как и все остальные, наделены пророческим даром, чтобы затем вдохновлять людей на пророчества и наделять их природным талантом поэзии. Так как вода необходима для всего живого, водные нимфы, наряду с богами Дионисом и Деметрой, также почитались как обеспечивающие жизнь и благословение людям и всем живым существам, и это демонстрируется множеством эпитетов.
Во многих частях Греции этим божествам совершались жертвоприношения в виде мёда, масла, молока, иногда ягнёнка или козла. Исключением было вино, которое приносить в жертву было не принято. На Сицилии отмечали ежегодный праздник в их честь. Хотя у нимф не было храмов, самые красивые места в садах, лесах и т. д. считались для них и невидимых духов излюбленными и потому требовали особого почитания.